# 19175 Peterpiot
19175 Peterpiot este un asteroid din centura principală de asteroizi.

## Descriere
19175 Peterpiot este un asteroid din centura principală de asteroizi. A fost descoperit pe 2 august 1991 la Observatorul La Silla de Eric Walter Elst. Asteroidul prezintă o orbită caracterizată de o semiaxă mare de 2,52 ua, o excentricitate de 0,03 și o înclinație de 3,2° în raport cu ecliptica.